# Cercul (Star Trek: Deep Space Nine)
„Cercul” este cel de-al 22-lea episod din serialul american de televiziune științifico-fantastic Star Trek: Deep Space Nine. Este al doilea dintr-un arc narativ în trei părți și, de asemenea, al doilea episod al celui de-al doilea sezon.

## Prezentare
Kira Nerys a fost eliberată din funcția ei de ofițer de legătură bajoran pe Deep Space Nine, iar prietenii ei Odo, Dax, Bashir, O'Brien și chiar Quark vin la ea să-și ia rămas bun. Vedek Bareil este ultimul care a sosit; o invită pe Kira viziteze mănăstirea sa de pe Bajor. Ea acceptă și, amintindu-și, își dă seama cât de mult își ura poziția de ofițer de legătură în urmă cu un an și cât de mult o prețuiește acum. Li Nalas, care urmează să o înlocuiască, îi asigură pe ea și pe Sisko că nu și-a dorit postul și că știe că nimeni nu o poate înlocui pe Kira.
Pe Bajor, Kira și Bareil se apropie și Bareil îi permite Kirei să consulte unul dintre Globurile Bajorane pentru îndrumare. Ea are o viziune care îi include pe ea și pe Bareil ca iubiți, pe care i-o ascunde lui. Între timp, pe Deep Space Nine, Quark a auzit că Kressarii armează mișcarea xenofobă „Circle”, așa că Odo îl șantajează pentru a afla mai multe. După ce au efectuat mai multe percheziții la un cargo aparținând Kressari, Dax și O'Brien ajung la concluzia că nu există dovezi. Cargoul pleacă cu Odo luând forma unui șobolan și ascunzându-se.
Sisko îl vizitează pe comandantul miliției bajorane, generalul Krim, și devine convins că armata nu va opri lovitura de stat a Cercului. În timp ce se află pe Bajor, o vizitează și pe Kira. La scurt timp după plecare, totuși, mai mulți membri mascați ai Cercului o răpesc. Politicianul bajoran Jaro Essa îi dezvăluie Kirei că el este adevărata forță din spatele Cercului. El îi solicită ajutorul, dar, deși ei nu îi place guvernul provizoriu, îi spune lui Jaro că voturile, nu armele, sunt modalitatea de a schimba un guvern. Quark află de la „contactele” sale unde este Kira. Sisko și ceilalți pornesc o misiune de salvare și o duc înapoi pe stație.
Odo se întoarce, raportând că cardassienii înarmează Cercul prin Kressari, în încercarea de a forța Federația să abandoneze planeta Bajor, permițând Cardassiei să o recucerească. Din păcate, până când acest lucru să fie dezvăluit, toată comunicarea dintre Deep Space Nine și Bajor este întreruptă.
Jaro merge la Vedek Winn, căutându-i sprijinul ca lider spiritual pentru a-și legitima lovitura de stat. Mai multe nave de asalt bajorane se apropie de DS9, ordonând tuturor celor care nu sunt bajorani să o evacueze. Sisko cere ajutorul Flotei, dar superiorii lui îi ordonă să respecte ordinul de evacuare. Ignorând ordinul, Sisko și echipajul refuză să renunțe fără luptă.